# Johann Friedrich Ruhe
Johann Friedrich Ruhe (ur. w 1699 w Halberstadt, zm. w 1776 w Magdeburgu) – niemiecki kompozytor, kapelmistrz i kantor okresu baroku. Został niemal zupełnie zapomniany, a o jego życiu wiadomo bardzo niewiele.

## Życiorys
Urodził się w Halberstadt w 1699, przebywał na dworach w Wolfenbüttel jako członek orkiestry dworskiej oraz w Brunszwiku i w Halberstadt, gdzie pełnił funkcję kapelmistrza. W 1734 objął urząd kantora przy katedrze w Magdeburgu, gdzie zmarł w 1776. Choć przez 43 lata aktywnie uczestniczył w życiu muzycznym miasta, po śmierci został całkowicie zapomniany.
Autograf jego suit na violę da gamba i wiolonczelę oraz sonat na violę da gamba i basso continuo - jedyne jego znane dziś dzieło – jest przechowywany w Turyńskim Archiwum Państwowym (Thüringischen Staatsarchives) w Greiz. Data ich powstania nie jest znana; utrzymane są w stylu przejściowym między późnym barokiem a wczesnym klasycyzmem. Nie wiadomo też, w jaki sposób i kiedy rękopis trafił do archiwum.

## Publikacje współczesne
- Suites pour viole de gambe et violoncello, Edition Walhall, Verlag Franz Biersack 2001 (EW 260), Magdeburg, Niemcy red. Bernd Musil, faksymile autografu – partytura i głosy;
- Quattro suonate par viola da gambe et fondamento, Edition Walhall, Verlag Franz Biersack 2001 (EW 259), Magdeburg, Niemcy, seria: Magdeburger Faksimile Offizin, red. Bernd Musil, faksymile autografu – partytura i głosy;
- Quattro suonate für Viola da gamba & B.c.,  Edition Walhall, Verlag Franz Biersack 2004, Magdeburg (EW 412), Niemcy, przedmowa i komentarz krytyczny Bernd Musil, partytura i głosy w transkrypcji współczesnej. Zawiera:
  - Sonate Nr. 1 "Viola da gamba solo";
  - Sonate Nr. 2 "Viola da gamba solo";
  - Sonate Nr. 3 "Suonata par viola da gamba et fondamento";
  - Sonate Nr. 4 "Suonata II par viola da gamba et fondamento.